# Coin-sur-Seille
Pour l’article homonyme, voir Coin-lès-Cuvry.
Coin-sur-Seille est une commune française située dans le département de la Moselle, en Lorraine, dans la région administrative Grand Est. 

## Géographie

### Localisation
Le village se trouve à une dizaine de kilomètres au sud-ouest de Metz, sur la rive gauche de la  Seille.
Il est desservi par la RD 5 qui le relie à Metz et est aisément accessible depuis la sortie no 29 de l'Autoroute A31.

### Communes limitrophes
Les communes limitrophes sont  Cuvry, Marieulles, Pommérieux, Pournoy-la-Chétive, Pournoy-la-Grasse, Sillegny et Verny.
| Marieulles | Pournoy-la-Chétive | Cuvry Verny       |
|            | Coin-sur-Seille    | Pournoy-la-Grasse |
| Sillegny   |                    | Pommérieux        |

### Hydrographie

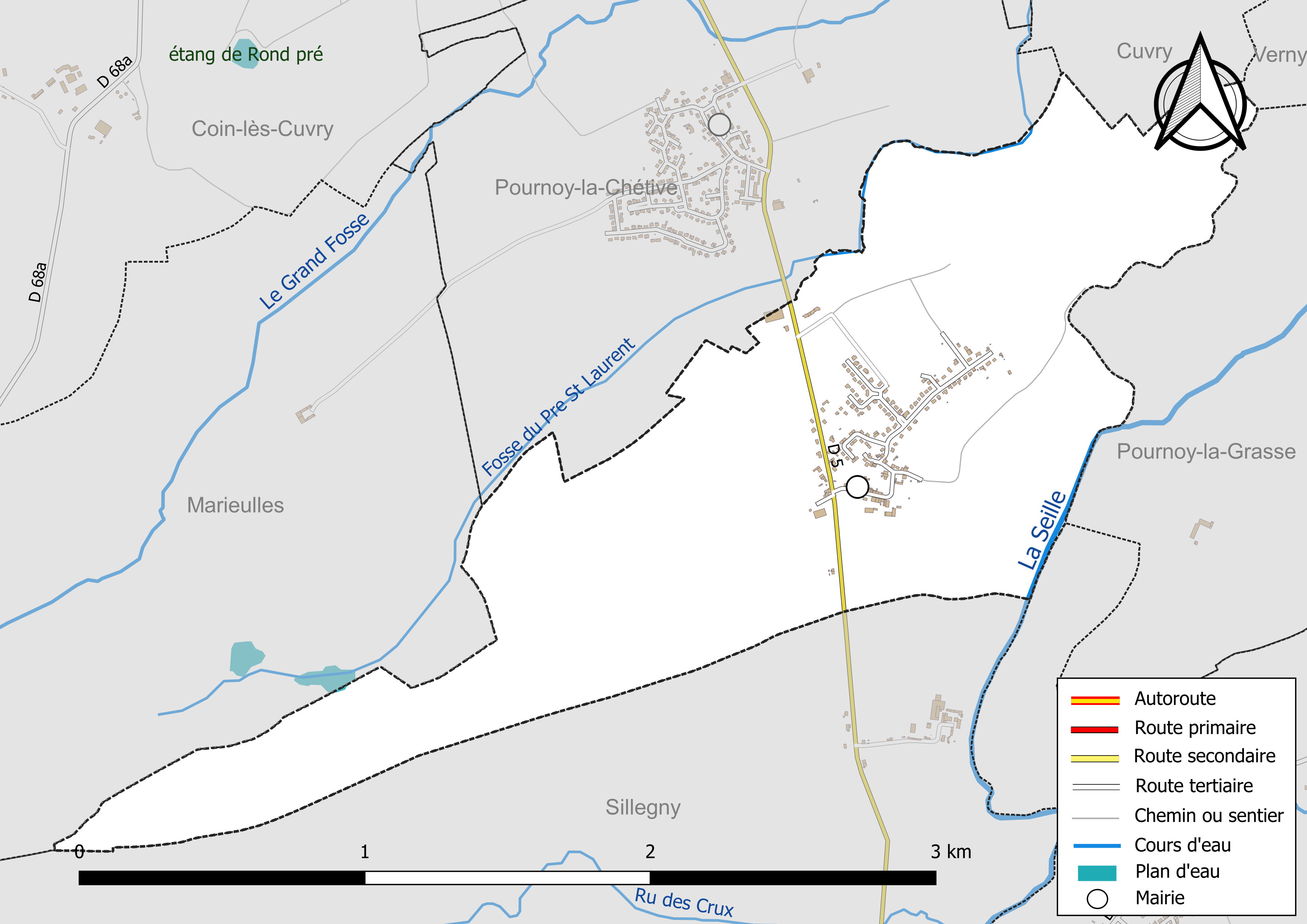
Réseaux hydrographique et routier de Coin-sur-Seille.

La commune est située dans le bassin versant du Rhin au sein du bassin Rhin-Meuse. Elle est drainée par la Seille et le fossé du Pré-Saint-Laurent.
La Seille, d'une longueur totale de 137,7 km, prend sa source dans la commune de Maizières-lès-Vic et se jette  dans la Moselle à Metz en limite avec Saint-Julien-lès-Metz, après avoir traversé 57 communes.
La qualité des eaux des principaux cours d’eau de la commune, notamment de la Seille, peut être consultée sur un site spécial géré par les agences de l’eau et l’Agence française pour la biodiversité.

### Climat
Pour des articles plus généraux, voir Climat du Grand Est et Climat de la Moselle.
En 2010, le climat de la commune est de type climat océanique dégradé des plaines du Centre et du Nord, selon une étude du Centre national de la recherche scientifique s'appuyant sur une série de données couvrant la période 1971-2000. En 2020, Météo-France publie une typologie des climats de la France métropolitaine dans laquelle la commune est exposée à un climat semi-continental et est dans la région climatique Lorraine, plateau de Langres, Morvan, caractérisée par un hiver rude (1,5 °C), des vents modérés et des brouillards fréquents en automne et hiver.
Pour la période 1971-2000, la température annuelle moyenne est de 9,8 °C, avec une amplitude thermique annuelle de 16,7 °C. Le cumul annuel moyen de précipitations est de 732 mm, avec 11,6 jours de précipitations en janvier et 9,1 jours en juillet. Pour la période 1991-2020, la température moyenne annuelle observée sur la station météorologique de Météo-France la plus proche, « M.n.l. », sur la commune de Goin à 5 km à vol d'oiseau, est de 10,7 °C et le cumul annuel moyen de précipitations est de 678,8 mm. 
La température maximale relevée sur cette station est de 39,5 °C, atteinte le 24 juillet 2019 ; la température minimale est de −16,3 °C, atteinte le 2 janvier 1997,,.
Les paramètres climatiques de la commune ont été estimés pour le milieu du siècle (2041-2070) selon différents scénarios d'émission de gaz à effet de serre à partir des nouvelles projections climatiques de référence DRIAS-2020. Ils sont consultables sur un site spécial publié par Météo-France en novembre 2022.

## Urbanisme

### Typologie
Au 1er janvier 2024, Coin-sur-Seille est catégorisée bourg rural, selon la nouvelle grille communale de densité à sept niveaux définie par l'Insee en 2022.
Elle est située hors unité urbaine. Par ailleurs la commune fait partie de l'aire d'attraction de Metz, dont elle est une commune de la couronne,. Cette aire, qui regroupe 245 communes, est catégorisée dans les aires de 200 000 à moins de 700 000 habitants,.

### Occupation des sols

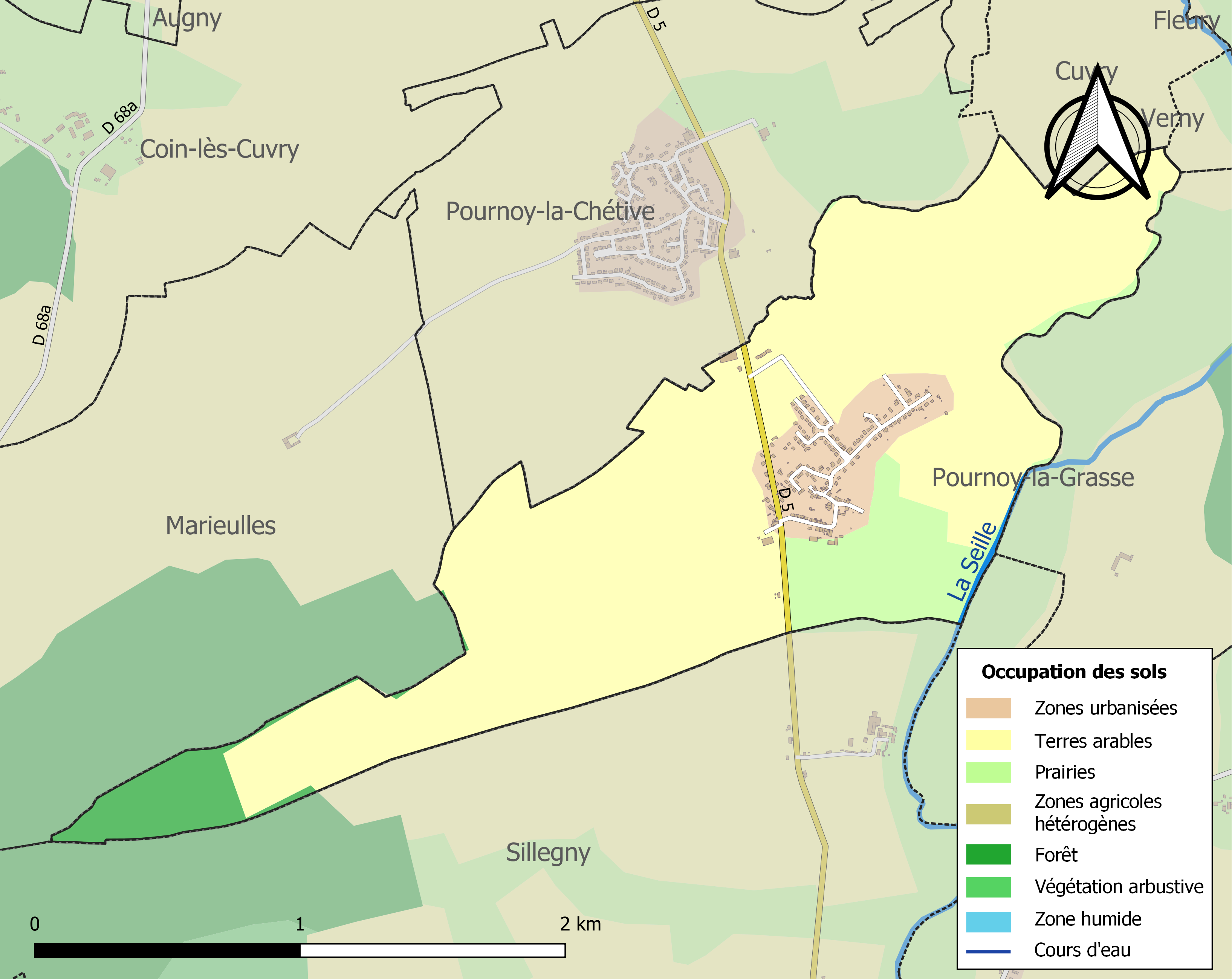
Carte des infrastructures et de l'occupation des sols de la commune en 2018 (CLC).

L'occupation des sols de la commune, telle qu'elle ressort de la base de données européenne d’occupation biophysique des sols Corine Land Cover (CLC), est marquée par l'importance des territoires agricoles (87,1 % en 2018), une proportion identique à celle de 1990 (87,1 %). La répartition détaillée en 2018 est la suivante : 
terres arables (77,2 %), prairies (9,9 %), zones urbanisées (7,8 %), forêts (5 %). L'évolution de l’occupation des sols de la commune et de ses infrastructures peut être observée sur les différentes représentations cartographiques du territoire : la carte de Cassini (XVIIIe siècle), la carte d'état-major (1820-1866) et les cartes ou photos aériennes de l'IGN pour la période actuelle (1950 à aujourd'hui).

### Habitat et logement
En 2020, le nombre total de logements dans la commune était de 145, alors qu'il était de 135 en 2015 et de 119 en 2010.
Parmi ces logements, 96,6 % étaient des résidences principales, 0,7 % des résidences secondaires et 2,8 % des logements vacants. Ces logements étaient pour 98,6 % d'entre eux des maisons individuelles et pour 1,4 % des appartements.
Le tableau ci-dessous présente la typologie des logements à Coin-sur-Seille en 2020 en comparaison avec celle de la Moselle et de la France entière. Une caractéristique marquante du parc de logements est ainsi une proportion de résidences secondaires et logements occasionnels (0,7 %) inférieure à celle du département (2,2 %) et à celle de la France entière (9,7 %). Concernant le statut d'occupation de ces logements, 90,7 % des habitants de la commune sont propriétaires de leur logement (92,3 % en 2015), contre 59,8 % pour la Moselle et 57,5 pour la France entière.
| Typologie                                               | Coin-sur-Seille | Moselle | France entière |
| ------------------------------------------------------- | --------------- | ------- | -------------- |
| Résidences principales (en %)                           | 96,6            | 88,6    | 82,1           |
| Résidences secondaires et logements occasionnels (en %) | 0,7             | 2,2     | 9,7            |
| Logements vacants (en %)                                | 2,8             | 9,2     | 8,2            |

## Toponymie
- 1915-1918 et 1940-1944 : Selzeck.

## Histoire
- Dépendait du Pays messin en l'Isle[réf. nécessaire].
- On y trouve comme seigneurs les Drouin, Heu, Rouguillon, Gournay et, jusqu'en 1440, la famille de Curel[réf. nécessaire].

## Politique et administration

### Rattachements administratifs et électoraux

#### Rattachements administratifs
La commune se trouve dans l'arrondissement de Metz — constitué en 2015 par la fusion des arrondissements de Metz-Campagne dont relevait la commune et de Metz-Ville — du département de la Moselle.
Elle faisait partie depuis 1801 du canton de Verny. Dans le cadre du redécoupage cantonal de 2014 en France, cette circonscription administrative territoriale a disparu, et le canton n'est plus qu'une circonscription électorale.

#### Rattachements électoraux
Pour les élections départementales, la commune fait partie depuis 2014 du canton des Coteaux de Moselle
Pour l'élection des députés, elle fait partie de la deuxième circonscription de la Moselle.

### Intercommunalité
Coin-sur-Seille est membre de la métropole dénommée Eurométropole de Metz, un établissement public de coopération intercommunale (EPCI) à fiscalité propre créé en 2017, et qui succédait à la communauté d'agglomération baptisée « Metz Métropole » à laquelle la commune avait adhéré en 2002 en lui transférant un certain nombre de ses compétences, dans les conditions déterminées par le code général des collectivités territoriales.

### Liste des maires
| Période                                  | Période                        | Identité            | Étiquette | Qualité                        |
| ---------------------------------------- | ------------------------------ | ------------------- | --------- | ------------------------------ |
| Les données manquantes sont à compléter. |                                |                     |           |                                |
| mars 1983                                | mars 2001                      | Jean-Claude Schmitt |           |                                |
| mars 2001                                | novembre 2017                  | Marc Seidel         |           | Démissionnaire                 |
| 2018                                     | juillet 2023                   | Jocelyne Kolodziej  |           | Cadre retraitée Démissionnaire |
| octobre 2023                             | En cours (au 30 novembre 2023) | Lydia Andreucci     |           | Cadre retraitée                |

## Population et société
Les habitants sont les Cydoniens et les Cydoniennes.

### Démographie
L'évolution du nombre d'habitants est connue à travers les recensements de la population effectués dans la commune depuis 1793. Pour les communes de moins de 10 000 habitants, une enquête de recensement portant sur toute la population est réalisée tous les cinq ans, les populations de référence des années intermédiaires étant quant à elles estimées par interpolation ou extrapolation. Pour la commune, le premier recensement exhaustif entrant dans le cadre du nouveau dispositif a été réalisé en 2004.

En 2022, la commune comptait 334 habitants, en évolution de −1,18 % par rapport à 2016 (Moselle : +0,52 %, France hors Mayotte : +2,11 %).
| 1793 | 1800 | 1806 | 1821 | 1836 | 1841 | 1861 | 1866 | 1871 |
| ---- | ---- | ---- | ---- | ---- | ---- | ---- | ---- | ---- |
| 233  | 214  | 258  | 200  | 267  | 266  | 254  | 227  | 193  |

| 1875 | 1880 | 1885 | 1890 | 1895 | 1900 | 1905 | 1910 | 1921 |
| ---- | ---- | ---- | ---- | ---- | ---- | ---- | ---- | ---- |
| 189  | 193  | 191  | 177  | 180  | 175  | 164  | 162  | 137  |

| 1926 | 1931 | 1936 | 1946 | 1954 | 1962 | 1968 | 1975 | 1982 |
| ---- | ---- | ---- | ---- | ---- | ---- | ---- | ---- | ---- |
| 135  | 133  | 130  | 102  | 121  | 113  | 133  | 239  | 297  |

| 1990 | 1999 | 2004 | 2006 | 2009 | 2014 | 2019 | 2022 | - |
| ---- | ---- | ---- | ---- | ---- | ---- | ---- | ---- | - |
| 301  | 278  | 310  | 304  | 290  | 322  | 338  | 334  | - |

## Culture locale et patrimoine

### Lieux et monuments
- Vestiges d'un château XVIe siècle, remanié aux  XVIIe et XVIIIe siècles, détruit  partiellement au cours de la guerre 1939-1945.
- Berges de la Seille.
- Commune sans église paroissiale. On note néanmoins la chapelle castrale Saint-Laurent, rebâtie en 1872.

### Personnalités liées à la commune
La famille de Curel (cf. François de Curel) était installée dans le château de Coin-sur-Seille. Ce château est partiellement détruit au cours de la Seconde Guerre mondiale. Le propriétaire a choisi, probablement pour des raisons financières, de ne pas le restaurer et même, au contraire, le démolir. Aujourd'hui il n'en reste que le mur d'enceinte, deux tours et la chapelle.
D'autres familles seigneuriales y ont également résidé, comme les familles de Wendelet et de Rosières.

### Héraldique
| Blason de Coin-sur-Seille | Blason  | De gueules à l'aigle d'or chargée d'un écusson fuselé d'argent et de sable. |
| Blason de Coin-sur-Seille | Détails | Le statut officiel du blason reste à déterminer.                            |

## Pour approfondir